# Georg Kossack
Georg Kossack (* 25. Juni 1923 in Neuruppin; † 17. Oktober 2004 in Prien am Chiemsee) war ein bedeutender deutscher Prähistoriker.

## Leben
Georg Kossack nahm nach seinem Notabitur am Krieg gegen die Sowjetunion teil, aus dem er schwer verwundet zurückkehrte. Noch vor Kriegsende studierte er an der Friedrich-Wilhelms-Universität zu Berlin, der Universität Halle-Wittenberg, der Albert-Ludwigs-Universität Freiburg und der Philipps-Universität Marburg und wurde 1948 in Marburg bei Gero von Merhart mit einer Dissertation zum Thema „Symbolgut der Urnenfelder- und Hallstattzeit Mitteleuropas“ promoviert (publiziert 1954). Anschließend wurde er Assistent bei Joachim Werner an der Universität München, wo er sich 1955 mit Forschungen zur Hallstattzeit in Südbayern habilitierte. 1959 erfolgte die Berufung auf den Lehrstuhl für Vor- und Frühgeschichte an der Christian-Albrechts-Universität zu Kiel, 1975 nahm er einen Ruf als Nachfolger von Joachim Werner an die Universität München an, wo er auch über seine Emeritierung im Jahr 1988 hinaus wirkte.
Seine Forschungsschwerpunkte lagen auf der Bronze- und vorrömischen Eisenzeit sowie im Bereich der Siedlungsarchäologie. Sie umfassten sowohl den mittel-, südost- und osteuropäischen Raum als auch die Sowjetunion.
Nach dem Zweiten Weltkrieg beeinflusste Kossack die inhaltliche und institutionelle Neuausrichtung der Vor- und Frühgeschichte stark. Zahlreiche seiner früheren Doktoranden und Habilitanden, wie zum Beispiel Hermann Parzinger, Wolfram Schier und Rupert Gebhard, haben heute Schlüsselpositionen in der deutschen Vorgeschichtsforschung inne. Maßgeblich wirkte er bei der Entstehung der Eurasien-Abteilung des Deutschen Archäologischen Institutes mit, deren Gründungsdirektor Hermann Parzinger war.
Er wurde für seine Arbeiten mehrfach ausgezeichnet. So war er unter anderem Ordentliches Mitglied des Deutschen Archäologischen Institutes, Korrespondierendes Mitglied der Finnischen Altertumsgesellschaft sowie der British Academy und Auswärtiges Mitglied der Slowenischen Akademie der Wissenschaften und Künste. 1973 wurde er zum korrespondierenden Mitglied der Bayerischen Akademie der Wissenschaften gewählt, 1979 wurde er ordentliches Mitglied dieser Einrichtung.
Kossacks wissenschaftlicher Nachlass gelangte 2006 an die Bibliothek des Landesamtes für Denkmalpflege und Archäologie Sachsen-Anhalt in Halle und war von 2008 bis 2012 Gegenstand eines von der Deutschen Forschungsgemeinschaft geförderten Erschließungsprojektes. Das Projekt wurde am Landesamt für Denkmalpflege und Archäologie Sachsen-Anhalt koordiniert und zielt darauf ab, den Nachlassbestand einem breiten Fachpublikum in den Datenbanken Kalliope und Arachne zugänglich zu machen. Nach Abschluss des Projekts wurde der Aktenbestand in die Römisch-Germanische Kommission in Frankfurt am Main überführt.

## Publikationen (Auswahl)
- Studien zum Symbolgut der Urnenfelder- und Hallstattzeit Mitteleuropas (= Römisch-Germanische Forschungen. Band 20). Walter de Gruyter, Berlin 1954.
- Südbayern während der Hallstattzeit (= Römisch-Germanische Forschungen. Band 24). Walter de Gruyter, Berlin 1959.
- mit Rolf Hachmann, Hans Kuhn: Völker zwischen Germanen und Kelten. Schriftquellen, Bodenfunde und Namengut zur Geschichte des nördlichen Westdeutschlands um Christi Geburt. Neumünster 1962.
- Beiträge zur Ur- und Frühgeschichte Mecklenburgs. Ein Forschungsbericht. In: Offa. Band 23, 1966, S. 7–72.
- Gräberfelder der Hallstattzeit an Main und fränkischer Saale (= Materialhefte zur Bayerischen Vorgeschichte. Band A 24). Lassleben, Kallmünz/Opf. 1970.
- Prunkgräber. Bemerkungen zu Eigenschaften und Aussagewert In: Studien zur vor- und frühgeschichtlichen Archäologie. Festschrift für J. Werner zum 65. Geburtstag (= Münchener Beiträge zur Vor- und Frühgeschichte. Ergänzungsband 1). C. H. Beck, München 1974, S. 3–33.
- mit Karl-Ernst Behre und Peter Schmid (Hrsg.): Archäologische und naturwissenschaftliche Untersuchungen an ländlichen und frühstädtischen Siedlungen im deutschen Küstengebiet vom 5. Jahrhundert v. Chr. bis 11. Jahrhundert n. Chr. 1: Ländliche Siedlungen. Weinheim 1984.
- Dörfer im nördlichen Germanien vornehmlich aus der römischen Kaiserzeit. Lage, Ortsplan, Betriebsgefüge und Gemeinschaftsform (= Abhandlungen der Bayerischen Akademie der Wissenschaften, Philosophisch-Historische Klasse. Neue Folge, Band 112). Verlag der Bayerischen Akademie der Wissenschaften, München 1997.
- Prähistorische Archäologie in Deutschland im Wandel der geistigen und politischen Situation (= Sitzungsberichte der Bayerischen Akademie der Wissenschaften, Philosophisch-Historische Klasse. Jahrgang 1999, Nummer 4). Verlag der Bayerischen Akademie der Wissenschaften, München 1999.

## Betreute Dissertationen und Habilitationen (Auswahl)
- Wilhelm Albert von Brunn: Mitteldeutsche Hortfunde der jüngeren Bronzezeit (= Römisch-Germanische Forschungen. Band 29). Berlin 1968.
- Peter Glüsing: Studien zur Chronologie und Trachtgeschichte der Spätlatènezeit und der frühen römischen Kaiserzeit. 1968.
- Friedrich Laux: Die Bronzezeit in der Lüneburger Heide (= Veröffentlichungen der urgeschichtlichen Sammlungen des Landesmuseums zu Hannover. Band 18). Hildesheim 1971.
- Ole Harck: Nordostniedersachsen vom Beginn der jüngeren Bronzezeit bis zum frühen Mittelalter (= Materialhefte zur Ur- und Frühgeschichte Niedersachsens. Band 7). Hildesheim 1972.
- Manfred Menke: Die jüngere Bronzezeit in Holstein. Topographisch-chronologische Studien (= Offa-Bücher. Band 25). Neumünster 1972.
- Joachim Reichstein: Die kreuzförmige Fibel. Zur Chronologie der späten römischen Kaiserzeit und der Völkerwanderungszeit in Skandinavien, auf dem Kontinent und in England (= Offa-Bücher. Band 34). Neumünster 1975.
- Rupert Gebhard: Der Glasschmuck aus dem Oppidum von Manching (= Die Ausgrabungen in Manching. Band 11). Wiesbaden 1989.
- Wolfram Schier: Die vorgeschichtliche Besiedlung im südlichen Mainfranken. Archäologisch-geographische Studien zur Genese einer Altsiedellandschaft (= Materialhefte zur Bayerischen Vorgeschichte. Band 60). Kallmünz 1990.
- Hermann Parzinger: Studien zur Chronologie und Kulturgeschichte der Jungstein-, Kupfer- und Frühbronzezeit zwischen Karpaten und mittlerem Taurus (= Römisch-Germanische Forschungen. Band 52). Mainz 1993.
- Thomas Völling: Studien zu Fibelformen der jüngeren vorrömischen Eisenzeit und ältesten römischen Kaiserzeit. In: Bericht der Römisch-Germanischen Kommission. Band 75, 1994, S. 147–282.
- Peter Ettel: Gräberfelder der Hallstattzeit in Oberfranken (= Materialhefte zur Bayerischen Vorgeschichte. Band 72). Kallmünz 1996.
- Christoph Huth: Westeuropäische Horte der Spätbronzezeit. Fundbild und Funktion (= Regensburger Beiträge zur Prähistorischen Archäologie. Band 3). Regensburg 1997.
- Amei Lang: Das Gräberfeld von Kundl im Tiroler Inntal. Studien zur vorrömischen Eisenzeit in den zentralen Alpen. Frühgeschichtliche und Provinzialrömische Archäologie (= Materialien und Forschungen. Band 2). Rahden 1998.
- Holger Baitinger: Die Hallstattzeit im Nordosten Baden-Württembergs. Theiss, Stuttgart 1999, ISBN 978-3-8062-1427-7.
- Wolfgang David: Studien zu Ornamentik und Datierung der bronzezeitlichen Depotfundgruppe Hajdúsámson-Apa-Ighiel-Zajta (= Bibliotheca Musei Apulensis. Band 18). Karlsburg/Weissenburg 2002 (Digitalisat).